# Minyaden
Als Minyaden (altgriechisch Μινυάδες Minyádes) werden die drei Töchter Alkathoe (Ἀλκαθόη, auch Alkithoe), Arsinoe (Ἀρσινόη, auch Arsippe) und Leukippe (Λευκίππη, auch Leukonoe) des Minyas, des Königs von Orchomenos (Böotien) bezeichnet.
Die Schwestern weigern sich, an den Feiern des Dionysos teilzunehmen und ziehen es vor, bei ihrer Webarbeit zu bleiben. Der erzürnte Gott erschreckt sie zunächst durch eine Vielzahl von Wunderzeichen (Musik und Wohlgerüche, das Gewebe verwandelt sich in Reben- und Efeuranken, Schlangen kommen aus dem Wollkorb, Milch und Honig trieft von der Decke, das Haus bebt, Tiergebrüll ist zu hören etc.), dann werden die Schwestern selbst von bakchischer Raserei erfasst. Sie zerreißen (Sparagmos) Hippasos, den Sohn der Leukippe, und ziehen schwärmend in die Berge.
Schließlich wurden sie von Hermes in Nachtvögel verwandelt.
In seinen Metamorphosen lässt der römische Dichter Ovid die Minyaden vier Geschichten erzählen: Pyramus und Thisbe, Mars und Venus, Leukothoe, Salmacis und Hermaphroditus. Sie hätten das Weben, eine mit der jungfräulichen Göttin Minerva assoziierte Tätigkeit, dem rauschhaften Fest des Bacchus vorgezogen. Der verwandelt zur Strafe ihre Webstühle in Weinstöcke und die Minyaden in Fledermäuse (lateinisch vespertiliones): „nocte volant seroque tenent a vespere nomen“.  Nach Ansicht der amerikanischen Altphilologin Carole E. Newlands wollte Ovid sie durch die Auswahl der von ihnen erzählten Sagen als Feindinnen jeglicher Leidenschaft kennzeichnen, denn jede dieser Episoden zeigt deren gewaltvolle oder peinliche Aspekte.
Plutarch berichtet, dass beim orchemnonischen Dionysos-Fest der Agriona eine Frau aus dem Geschlecht der Minyaden vom Dionysospriester als dem rituellen Vertreter des Gottes verfolgt wurde. Wenn die Frau vom Priester gefasst wurde, so durfte er sie mit dem Schwert töten.